# Malanea sarmentosa
Espèce
Synonymes
Selon Tropicos (03 mai 2024)
- Cunninghamia sarmentosa (Aubl.) Willd.
- Malanea sarmentosa fo. sparsipilosa Steyerm.
- Malanea sarmentosa fo. tomentosa Steyerm.

Selon GBIF (03 mai 2024)
- Cunninghamia sarmentosa (Aubl.) Forsyth f.
- Cunninghamia sarmentosa (Aubl.) Willd.
- Malanea glabrescens Bartl.
- Malanea sarmentosa f. sparsipilosa Steyerm.
- Malanea sarmentosa f. tomentosa Steyerm.

Malanea sarmentosa est une espèce néotropicale de liane, appartenant à la famille des Rubiaceae. Il s'agit de l'espèce type du genre Malanea Aubl..

## Description
Malanea sarmentosa est une plante grimpante basse.
Les feuilles mesurent 3,5-16 × 2-10 cm avec des stipules longs de 8-12 mm de long.
Les inflorescences sont longues de 5-14 mm. 
Le limbe du calice est long de 0,8-1 mm.
La corolle a un tube long d'environ 2 mm de long.
Les fruits mesurent 6-10 × 4-8 mm. 

Malanea sarmentosa est souvent reconnaissable à ses feuilles qui sont densément tomentuleuses sur la face inférieure et qui ont des marges révolues et une nervation sillonnée adaxialement.

En 1953, Lemée en propose la description suivante de Malanea sarmentosa' :

« Arbrisseau grimpant à jeunes rameaux poilus-roussâtres ; feuilles de 0,10-0,18 sur 0,05-0,10, obovales obtuses poilues-roussâtres en dessous, nervures imprimées en dessus, saillantes en dessous , stipules de 7-9 mm., ovales-oblongues ou lancéolées ; panicules poilues-roussâtres ; fleurs à calice très petit, corolle bleue finement duveteuse à lobes égaux au tube, ovales aigus, poilus en dedans (poils blanchâtres), anthères dorsifixes. - (Aublet). »

— Albert Lemée, 1953.

## Répartition
Malanea sarmentosa est présente au Venezuela (Amazonas, Bolívar), à Trinidad et Tobago, au Guyana, au Suriname, en Guyane et au Brésil.

## Écologie
Malanea sarmentosa pousse dans les forêts montagnardes basses à montagnardes à feuilles persistantes, à 500-1 400 m d'altitude.

## Protologue

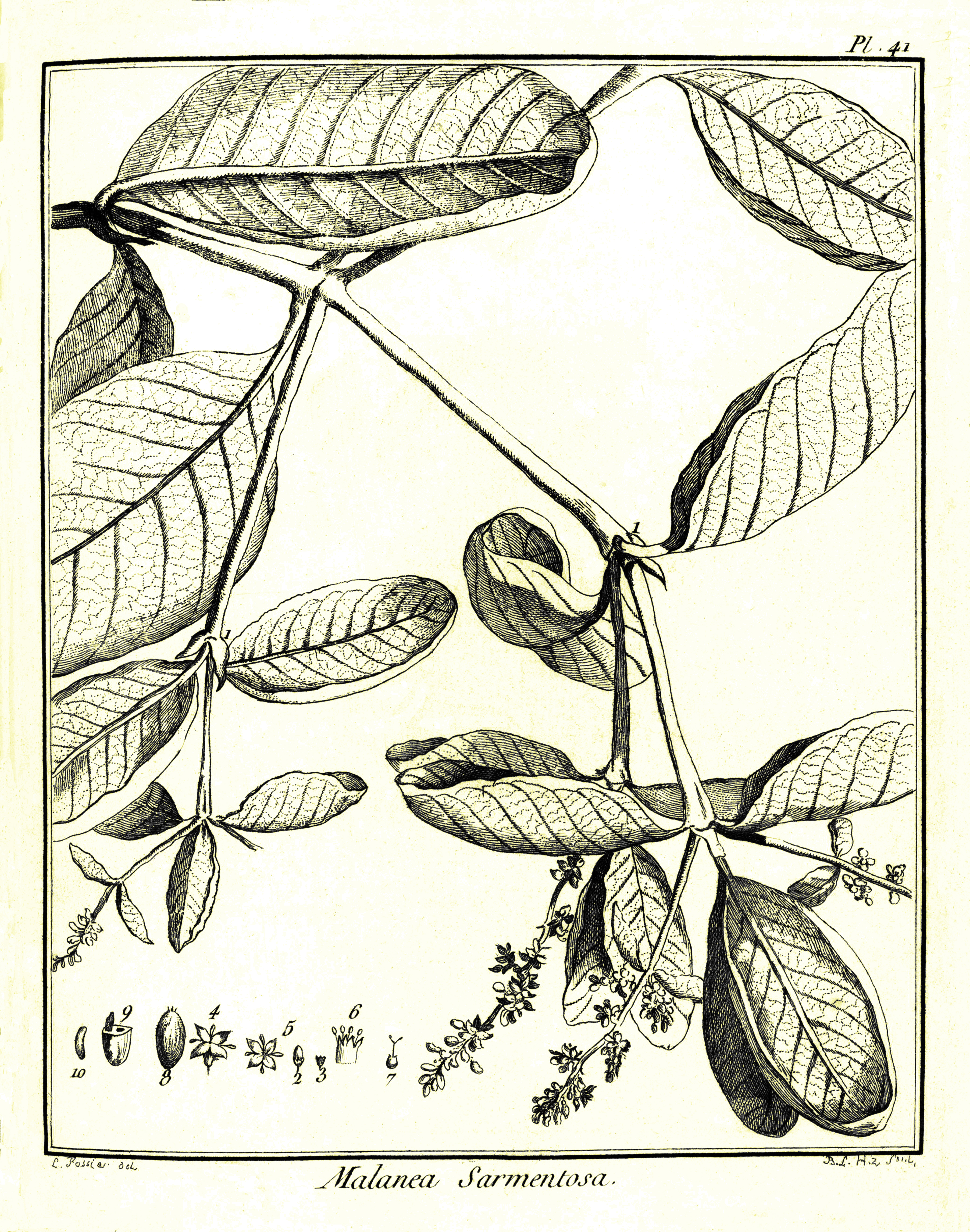
Malanea sarmentosa par Aublet (1775)
Planche 41. On a groffi un peu les fleurs : le fruit & les rameaux ſont de grandeur naturelle. - 1. Stipules. - 2. Bouton de fleur. - 3. Calice. - 4. Fleur épanouie. - 5. Corolle. - 6. Corolle ouverte. Étamines. - 7. Ovaire. Diſque. Style. Stigmates. - 8. Baie. - 9. Noyau coupe en travers. Deux loges. Une amande. - 10. Amande ſéparée.

En 1775, le botaniste Aublet propose le protologue suivant : 

« 1. MALANEA ſarmentoſa. (Tabula 41.)
Flutex trunco quinque aut ſex-pedali ; ramos longiſſimos, ſarmentoſos, nodoſos, oppoſitos, ſuprà proceras arbores expanſos emittence ; ramuſculis longis, pendulis, tomentoſis, rufeſcentibus. Folia oppoſita, ovata, obtuſa, integerrima, ſupernè viridia, internè tomentoſa, lanugine rufeſcente, petiolata. Stipula oblonga, acuta, villoſa, decidua, utrinquè intrà baſim petiolorum. Flores glomerati; glomerulis oppofitis, in ſpica diſpoſitis ; spicis villoſis, oppoſitis, axillaribus.
Calix tomentoſus. Corolla ſubcærulea.
Floret & fructum ſert Maio.
Habitat fupra arbores ad ripam amnis galibienſis.

LE MALANI ſarmenteux. (PLANCHE 41.)
Le tronc de cet arbrisseau a cinq ou ſix pieds de hauteur, ſur quatre à cinq pouces de diamètre. Son écorce eſt rouſſâtre, ridée & gerſée. Son bois eſt blanchâtre. A meſure qu'il ſe prolonge, il pouſſe à droite & à gauche de longues branches ſarmenteuſes qui s'appuient ſur le tronc des grands arbres, & gagnent inſenſiblement leur ſommet, ſur lequel elles ſe répandent en pouſſant un nombre conſidérable & rameaux, dont pluſieurs ſont pendants juſqu'à la diſtance de huit à dix pieds de la terre. Ces rameaux ſont noueux, couverts d'un duvet rouſſâtre & portent à chaque nœud deux feuilles oppoſées, & difpoſées en croix. Elles ſont entières, ridées, ovales, vertes en deſſus, rouſſâtres & velues en deſſous. Leurs nervures ſont ſaillantes. Le bord des feuilles eſt ſouvent un peu roule en deſſous. Leur pédicule eſt court, convexe en deſſous, creuſé en goutière en deſſus. Entre les deux pédicules oppoſés, il y a de chaque côté une stipule large, aiguë, velue, qui tombe de bonne-heure. Les plus grandes feuilles ont quatre pouces & demi de longueur ſur trois de largeur.
Les fleurs nailfent en épis: il y en a un à chaque aiſſelle des feuilles qui terminent les rameaux. Ces épis ſoutiennent pluſieurs paquets & fleurs qui ſont oppoſées.
Le calice eſt velu, rouſſâtre, d'une ſeule pièce, à quatre petites dentelures.
La corolle eſt monopétale, bleuâtre, attachée ſur l'ovaire autour d'un diſque. Son tube eſt court. Son pavillon eſt partage en quatre lobes aigus, hériſſés de poils.
Les étamines, au nombre de quatre, ſont placées ſur la paroi interne & ſupérieure du tube, au deſſous de ſes diviſions. Leur filet eſt long. L'anthère eſt arrondie, & a deux bourſes.
Le piſtil eſt un ovaire qui fait corps avec le fond du calice. Il eſt couronné d'un diſque, du centre duquel fort un style a deux branches terminées par un stigmate verd & obtus.
L'ovaire devient une bale, dont la ſubſtance eſt mince & ferme, couronnée d'un diſque, & des pointes du calice. Elle contient un noyau à deux loges, dans chacune deſquelles eſt une amande.
Cet arbriſſeau étoit en fleur & en fruit dans le mois de Mai.
Il croît ſur les arbres qui bordent la crique des Galibis. »

— Fusée-Aublet, 1775.